# Westminster-Richmond (circonscription britanno-colombienne)
Pour les articles homonymes, voir Westminster (homonymie) et Richmond.
Circonscription électorale provinciale du Canada
Westminster-Richmond est une ancienne circonscription provinciale de la Colombie-Britannique représentée à l'Assemblée législative de la Colombie-Britannique de 1894 à 1903.

## Géographie
La circonscription apparaît avec la division de la circonscription de Westminster qui était représentée par 4 députés. Les autres circonscriptions issues de cette défusion sont Westminster-Chilliwhack, Westminster-Delta et Westminster-Dewdney.

## Liste des députés
| Législature                                               | Années                                                    | Député                                                    | Député                                                    | Parti                                                     |
| Westminster-Richmond Circonscription issue de Westminster | Westminster-Richmond Circonscription issue de Westminster | Westminster-Richmond Circonscription issue de Westminster | Westminster-Richmond Circonscription issue de Westminster | Westminster-Richmond Circonscription issue de Westminster |
| --------------------------------------------------------- | --------------------------------------------------------- | --------------------------------------------------------- | --------------------------------------------------------- | --------------------------------------------------------- |
| 7e                                                        | 1894–1898                                                 |                                                           | Thomas Kidd                                               | Opposition                                                |
| 8e                                                        | 1898–1900                                                 |                                                           | Thomas Kidd                                               | Opposition                                                |
| 9e                                                        | 1900–1903                                                 |                                                           | Thomas Kidd                                               | Progressiste                                              |
| Circonscription abolie, voir : Richmond                   |                                                           |                                                           |                                                           |                                                           |